# Pseudopartona ornata
Genre
Espèce
Pseudopartona ornata, unique représentant du genre Pseudopartona, est une espèce d'araignées aranéomorphes de la famille des Salticidae.

## Distribution
Cette espèce est endémique de Guyane.

## Publication originale
- Caporiacco, 1954 : Araignées de la Guyane Française du Muséum d'Histoire Naturelle de Paris. Commentationes Pontificiae Academiae Scientiarum, vol. 16, p. 45-193.